# Samuel LaVoice
Samuel LaVoice (Syracuse, agosto 1882 – Oriskany, 6 aprile 1905) è stato un pistard statunitense.
LaVoice partecipò ai Giochi olimpici di Saint Louis 1904 nella gara delle venticinque miglia di ciclismo, dove giunse quarto.

## Piazzamenti

### Competizioni mondiali
- Giochi olimpici

St. Louis 1904 - Venticinque miglia: 4º